# 49 Days
49 Days (en hangul, 49일; en hanja, 49日; romanización revisada, 49il) también conocida en español como 49 días, es una serie de televisión surcoreana de fantasía emitida por SBS desde el 16 de marzo hasta el 19 de mayo de 2011, protagonizada por Lee Yo-won, Nam Gyu Ri, Jo Hyun Jae, Jung Il Woo, Bae Soo-bin y Seo Ji Hye.

## Sinopsis
Cuenta la historia de Shin Ji Hyun (Nam Gyu Ri), una joven que vivía una felicidad absoluta ya que estaba por comprometerse, sin embargo, un accidente automovilístico la deja en estado de coma. A ella se le da la oportunidad de vivir sólo si en 49 días encuentra a tres personas fuera de su familia que lloren por ella lágrimas verdaderas. En su lucha por sobrevivir, posee el cuerpo de Song Yi Kyung (Lee Yo-won), una empleada de medio tiempo. Así es como comienza una serie de eventos en donde Shin Ji Hyun en el cuerpo de Song Yi Kyung descubrirá la traición de las personas que ella creía que la amaban.

## Reparto

### Personajes principales
- Lee Yo-won Song Yi Kyung / Shin Ji Hyun (poseída).
- Jung Il Woo como Song Yi Soo.
- Nam Gyu Ri como Shin Ji Hyun.
- Jo Hyun Jae como Han Kang.
- Bae Soo-bin como Kang Min-ho.
- Seo Ji Hye como Shin In Jung.

### Personajes secundarios
- Choi Jung Woo como Shin Il Shik.
- Yu Ji In como Jung Mi Wok.
- Bae Geu Rin como Park Seo Woo.
- Son Byung Ho como Oh Hae Won.
- Moon Hee Kyung como Bang Hwa Joon.
- Kang Sung Min como Noh Kyung Bin.
- Yoon Bong Gil como Cha Jin Young.
- Kim Ho Chang como Ki Joon Hee.
- Jin Ye Sol como Ma Soon Jung.
- Lee Jong Min como Go Mi jin.

## Banda sonora
- "It's time to forget" - Seo Young Eun
- "I can feel it" - Navi
- "There was nothing" - Jung Yup de Brown Eyed Soul
- "The Scarecrow" - Jung Il-woo
- "Forever" - Park Bo Ram
- "Why are not" - Tim
- "I can live for one day" - Jo Hyun Jae
- "Tears are falling" - Shin Jae
- "But I'm just one step" - Jung Yup de Brown Eyed Soul
- "Three of tears" - Jae Hee

## Recepción

### Audiencia
En azul la audiencia más baja y en rojo la más alta, correspondientes a las empresas medidoras TNms y AGB Nielsen.
| Ep. # | Fecha de emisión    | Share        | Share        | Share       | Share       |
| Ep. # | Fecha de emisión    | TNmS Ratings | TNmS Ratings | AGB Nielsen | AGB Nielsen |
| Ep. # | Fecha de emisión    | Nacional     | Seúl         | Nacional    | Seúl        |
| ----- | ------------------- | ------------ | ------------ | ----------- | ----------- |
| 1     | 16 de marzo de 2011 | 8.1%         | 9.5%         | 8.6%        | 9.6%        |
| 2     | 17 de marzo de 2011 | 8%           | 9.5%         | 9%          | 10.8%       |
| 3     | 23 de marzo de 2011 | 8.8%         | 10.7%        | 9%          | 9.7%        |
| 4     | 24 de marzo de 2011 | 10.2%        | 12.2%        | 10.3%       | 11%         |
| 5     | 30 de marzo de 2011 | 10.2%        | 13.2%        | 10.1%       | 10.4%       |
| 6     | 31 de marzo de 2011 | 10.5%        | 12.8%        | 10.6%       | 11%         |
| 7     | 6 de abril de 2011  | 10%          | 12.5%        | 10.1%       | 11.1%       |
| 8     | 7 de abril de 2011  | 10.5%        | 12.8%        | 10.8%       | 11.4%       |
| 9     | 13 de abril de 2011 | 10%          | 12.1%        | 10.1%       | 10.7%       |
| 10    | 14 de abril de 2011 | 10.8%        | 13.3%        | 11.2%       | 11.8%       |
| 11    | 20 de abril de 2011 | 11%          | 13.7%        | 11.6%       | 12.9%       |
| 12    | 21 de abril de 2011 | 12.3%        | 15.1%        | 12.9%       | 13.8%       |
| 13    | 27 de abril de 2011 | 12.3%        | 14.3%        | 11.7%       | 12.5%       |
| 14    | 28 de abril de 2011 | 11.9%        | 13.8%        | 12.9%       | 14.1%       |
| 15    | 4 de mayo de 2011   | 14.0%        | 17.4%        | 13.2%       | 13.9%       |
| 16    | 5 de mayo de 2011   | 14.5%        | 16.2%        | 14.7%       | 16.3%       |
| 17    | 11 de mayo de 2011  | 15.2%        | 19.1%        | 14.8%       | 15.3%       |
| 18    | 12 de mayo de 2011  | 12.7%        | 15.4%        | 15.4%       | 16.3%       |
| 19    | 18 de mayo de 2011  | 15.8%        | 19.4%        | 15.4%       | 16.4%       |
| 20    | 19 de mayo de 2011  | 17.1%        | 19.9%        | 16.1%       | 17.1%       |

### Premios y nominaciones
| Año  | Premio                           | Categoría                                                | Nominado    | Resultado |
| ---- | -------------------------------- | -------------------------------------------------------- | ----------- | --------- |
| 2011 | Seoul International Drama Awards | Actriz coreana sobresaliente                             | Lee Yo Won  | Nominado  |
| 2011 | SBS Drama Awards                 | Premio a la alta excelencia, actriz en un drama especial | Lee Yo Won  | Nominado  |
| 2011 | SBS Drama Awards                 | Premio a la excelencia, actor en un drama especial       | Jo Hyun Jae | Nominado  |
| 2011 | SBS Drama Awards                 | Premio a la excelencia, actor en un drama especial       | Bae Soo-bin | Nominado  |
| 2011 | SBS Drama Awards                 | Premio a la excelencia, actriz en un drama especial      | Nam Gyu Ri  | Nominado  |
| 2011 | SBS Drama Awards                 | Premio a la excelencia, actriz en un drama especial      | Seo Ji Hye  | Nominado  |
| 2011 | SBS Drama Awards                 | Premio de los productores, actriz                        | Lee Yo Won  | Ganador   |
| 2011 | SBS Drama Awards                 | Estrella Top 10                                          | Lee Yo Won  | Ganador   |

## Emisión internacional
- Filipinas: ABS-CBN y Jeepney TV.
- Hong Kong: TVB (2011) y HD Jade (2013).
- Indonesia: Indosiar.
- Japón: KNTV (2011) y Fuji TV (2011).
- Malasia: Astro Shuang Xing (2012).
- Singapur: Channel U (2014).
- Tailandia: Channel 7 (2013).
- Taiwán: ETTV (2011), Elta TV (2012) y EBC (2014).

## Versiones
- En 2014 la cadena de televisión filipina ABS-CBN produjo una serie titulada Pure Love, protagonizada por Alex Gonzaga, Yen Santos, Joseph Marco, Matt Evans, Arjo Atayde, Yam Concepción y Sunshine Cruz. Fue transmitida desde el 7 de julio hasta el 14 de noviembre de 2014, finalizando con un total de 93 episodios.[5]